# 國立秀水高級工業職業學校
國立秀水高級工業職業學校（英語：National Shiou Shuei Senior Industrial Vocational High School），簡稱秀水高工或秀工，英文簡稱NSSIVS或SSIVS，是台灣中部一所技術型高級中等學校，位於彰化縣秀水鄉中山路與彰水路。

## 創校沿革
- 於日治昭和十二年（1937年）5月1日在彰化縣秀水鄉現址創立，初為彰化農林國民學校，招收小學畢業生就讀二年制農業科，隨即於昭和十六年（1941年）更名為彰化實踐農業學校。5月1日是秀水高工的校慶日。
- 1946年，中華民國政府接收，改制為「臺中縣立彰化中級職業學校」。
- 1950年，彰化設縣，改隸為「彰化縣立秀水初級職業學校」，招收小學畢業生就讀三年制農業科。
- 1958年，增設高級部，改制為「彰化縣立秀水農業學校」。
- 1966年畢業之五年制第五屆及初級部第一屆畢業生共同捐建曉陽亭。
- 1968年，因應九年國教與省辦高中政策，改隸為「臺灣省立秀水高級農業職業學校」，並裁撤初級部，設置科別不變。
- 1969年，改名「臺灣省立秀水高級農工職業學校」。
- 1973年，改名「臺灣省立秀水高級工業職業學校」。
- 1981年，機工科實習大樓及敬業樓(體育組)落成啟用。
- 1982年，至美樓落成啟用。
- 1983年，實習處、建築科實習工廠落成啟用。
- 1984年，活動中心落成啟用。
- 1985年，至善樓落成啟用。
- 1987年，至真樓落成啟用。
- 1988年，綜能科大樓落成啟用。
- 1991年，機械科實習工廠落成啟用。
- 1993年，力行樓落成啟用。
- 1996年，電機科大樓落成啟用。
- 1997年，建築科、室內空間設計科實習工廠落成啟用。
- 1998年，綜合大樓落成啟用。
- 2000年，因應精省，改隸教育部，2月改隸為「國立秀水高級工業職業學校」。
- 2019年，水池由全校師生、家長會、校友會投票命名為映月池。
- 2025年，1/31號劉丙燈校長退休，由秘書陳志崑代理校長。

## 教學單位

### 技術類科
- 電機科：每年級2班
- 機械科：每年級2班
- 製圖科：每年級1班
- 建築科：每年級1班
- 室內空間設計科：每年級1班
- 綜合職能科：每年級各2班

### 實用技能學程
每年級1班
- 電機修護科
- 機械加工科
- 營造技術科

### 階梯式建教班
- 機械科：每年級1班
- 模具科：每年級1班

### 進修部
- 電機科
- 機械科
- 製圖科
- 室內空間設計科

## 外部連結
- 國立秀水高級工業職業學校全球資訊網（页面存档备份，存于）